# 松本勝 (実業家)
松本 勝（まつもと まさる、1975年12月27日 - ）は、日本の起業家、実業家。VISITS Technologies株式会社の代表取締役社長CEO。
内閣官房「成長戦略会議」、内閣府「戦略的イノベーション創造プログラム(SIP)」、金融庁「金融審議会」のワーキンググループ委員などを歴任。現在は、日本経済団体連合会「スタートアップ政策タスクフォース」座長代理、文部科学省「アントレプレナーシップ推進大使」をつとめる。

## 経歴
大阪府松原市出身。大阪府立生野高等学校卒業。東京大学大学院工学系研究科修了。
その後ゴールドマン・サックスに勤務。株式トレーダー、金利デリバティブトレーダーを経て、2010年にAI(人工知能)を用いた投資ファンドを設立。
その後、AIスタートアップのVISITS Technologies株式会社を創業。それまで不可能と言われていた意見やアイデアの価値を定量化して重要度順に並び替える「ランキングAI技術」を独自開発し、日米で特許を取得。
特許技術を用いて、人・組織の創造力や多様性を可視化する「DXクラウド®（デザイン思考テスト運営管理ツール）」、意見の収集・分析によって組織変革を推進する「VISITS forms」などのプロダクトを展開し、企業や教育機関、官公庁の変革を支援。

## 人物
- 大学に入学してボディビルにはまり、体重50キロ台だった体を90キロ近くに鍛え上げた。全日本学生選手権では3位になり、アームレスリングの日本代表にも選ばれた。[4]
- 社会人になってからは、週1～2程度の筋トレを続けていたが、2022年にフィジークの大会に初挑戦したのを機に再び本格的なトレーニングをするようになった。[5]
- FWJ JAPAN OPEN 2022 フィジーク マスターズ優勝。[6]2023年、2024年に出場したフィジークの大会でもマスターズ優勝やオープンクラス2位などの成績をおさめている[7]。
- 毎日トレーニングを行うほか、体づくりに関する論文を読んだり、食べた物を全て記録したりとストイックな性格。[8]

## 主な著書
- デザイン思考2.0 人生と仕事を変える「発想術」（2023年2月、小学館新書）
- 破壊的イノベーションの起こし方 誰でも使えるアイデア創出フレームワーク（2021年7月、東洋経済新報社）

## 受賞歴
- SUITS OF THE YEAR 2019（スーツオブザイヤー）[ビジネス部門]で受賞[9]
- 「Digital HR Competition2021」HRテクノロジーソリューション部門グランプリ受賞[10]
- 日本の人事部「ＨＲアワード2021」人材採用・雇用部門優秀賞受賞[11]